# Trachelopachys sericeus
Espèce
Synonymes
- Trachelas sericeus Simon, 1886
- Trachelas nigronotata Mello-Leitão, 1938

Trachelopachys sericeus est une espèce d'araignées aranéomorphes de la famille des Trachelidae.

## Distribution
Cette espèce se rencontre au Chili, en Argentine, au Paraguay et au Brésil. 

## Description
Les mâles mesurent 5,13 mm en moyenne et les femelles de 5,39 à 6,40 mm.

## Publication originale
- Simon, 1886 : Arachnides recueillis en 1882-1883 dans la Patagonie méridionale, de Santa Cruz à Punta Arena, par M. E. Lebrun, attaché comme naturaliste à la Mission du passage de Vénus. Bulletin de la Société zoologique de France, vol. 11, p. 558-577 (texte intégral).